# Приймак Йосип
Йосип Приймак (псевдо: «Нечай») (1920, с. Стопчатів, Коломийський повіт (нині Косівський район Івано-Франківської області) — 14 лютого 1945, с. Іванівці Коломийського району Івано-Франківської області) — командир сотні «Чорногора».

## Життєпис
Народився 1920 року в селі Стопчатів Коломийського повіту (тепер Косівського району Івано-Франківської області).
Член ОУН. Військовий вишкіл пройшов у 1943 році у вишкільному курені УНС «Чорні Чорти» ім. Є. Коновальця в Чорному Лісі. 1944 року призначений командиром чоти в сотні ім. М. Колодзінського під командою Михайла Москалюка. Того ж року призначений командиром сотні «Чорногора» куреня «Гуцульський».
Загинув 14 лютого 1945 року під час боєзіткнення з підрозділом військ НКВС.